# Abri de Cap Blanc
Abri de Cap Blanc [kap blã] – schronisko skalne położone w południowo-zachodniej Francji, w departamencie Dordogne, niedaleko miejscowości Marquay. Stanowisko archeologiczne. Od 28 listopada 1910 roku posiada status monument historique, w kategorii classé (zabytek o znaczeniu krajowym). 
Pierwszych odkryć na stanowisku dokonał w 1908 roku Raymond Peyrille, we wrześniu 1909 roku rozpoczęły się zorganizowane prace wykopaliskowe, z których wnioski opublikował w 1911 roku Henri Breuil. Na stanowisku odsłonięto dwa poziomy stratygraficzne związane ze środkową fazą kultury magdaleńskiej, datowane na ok. 15 tys. lat, zawierające wyroby krzemienne i kościane, w tym płytki zdobione rytami. Odnaleziono także grób zawierający szczątki ułożonej w pozycji skurczonej kobiety w wieku 25-35 lat, w 1926 roku sprzedane do Muzeum Historii Naturalnej w Chicago.
Na jednej ze ścian schroniska znajduje się długi na kilkanaście metrów realistyczny relief, przedstawiający konie i żubry.